# سوق السبت (الحيمة الخارجية)
سوق السبت هي إحدى قرى عزلة بني بجير بمديرية الحيمة الخارجية التابعة لمحافظة صنعاء، بلغ تعداد سكانها 283 نسمة حسب تعداد اليمن لعام 2004.